# Unhalfbricking
Unhalfbricking je třetí studiové album anglické folkrockové skupiny Fairport Convention. Vydalo jej v červenci roku 1969 hudební vydavatelství Island Records (poue ve Spojeném království, ve Spojených státech jej vydala společnost A&M Records). Deska vznikala v londýnských studiích Sound Techniques a Olympic Studios od ledna do dubna 1969 a jeho producenty byli Joe Boyd a Simon Nicol. Vedle vlastních písní nahrála skupina na album také několik coververzí od Boba Dylana. Jde o poslední album kapely, na kterém hrál bubeník Martin Lamble, který krátce po dokončení nahrávání zahynul při autonehodě.

## Seznam skladeb
| Pořadí | Název                          | Autor            | Délka |
| ------ | ------------------------------ | ---------------- | ----- |
| 1.     | Genesis Hall                   | Richard Thompson | 3:41  |
| 2.     | Si tu dois partir              | Bob Dylan        | 2:25  |
| 3.     | Autopsy                        | Sandy Denny      | 4:27  |
| 4.     | A Sailor's Life                | tradicionál      | 11:20 |
| 5.     | Cajun Woman                    | Thompson         | 2:45  |
| 6.     | Who Knows Where the Time Goes? | Denny            | 5:13  |
| 7.     | Percy's Song                   | Dylan            | 6:55  |
| 8.     | Million Dollar Bash            | Dylan            | 2:56  |

## Obsazení
Fairport Convention
- Sandy Denny – zpěv, cembalo
- Richard Thompson – akustická kytara, elektrická kytara, elektrický dulcimer, akordeon, varhany, doprovodné vokály
- Ashley Hutchings – baskytara, doprovodné vokály
- Simon Nicol – akustická kytara, elektrická kytara, elektrický dulcimer, doprovodné vokály
- Martin Lamble – bicí

Ostatní hudebníci
- Iain Matthews – doprovodné vokály
- Dave Swarbrick – housle, mandolína
- Trevor Lucas – triangl
- Marc Ellington – zpěv
- Dave Mattacks – bicí